# 外港客運碼頭

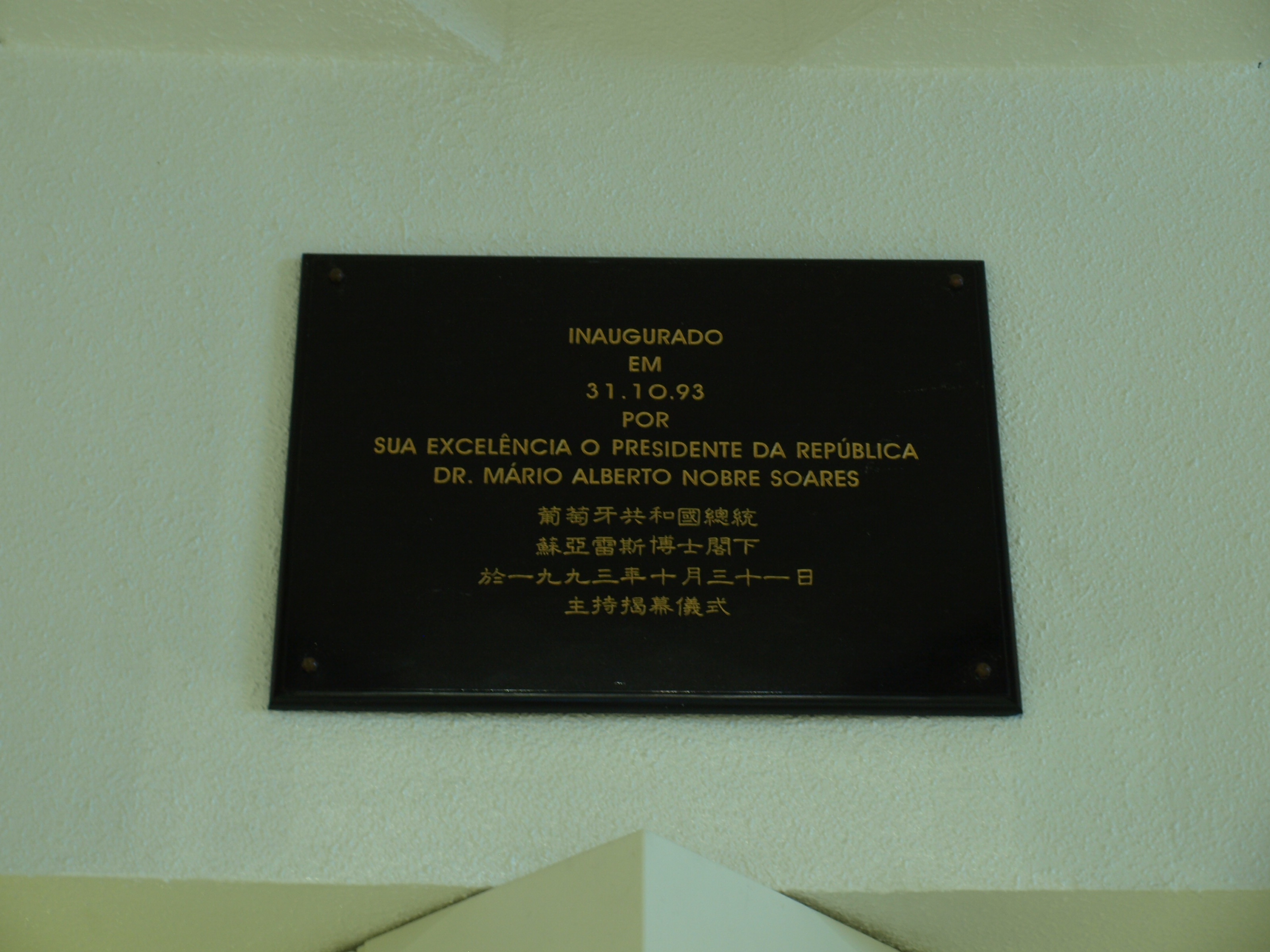
外港客運碼頭落成紀念碑

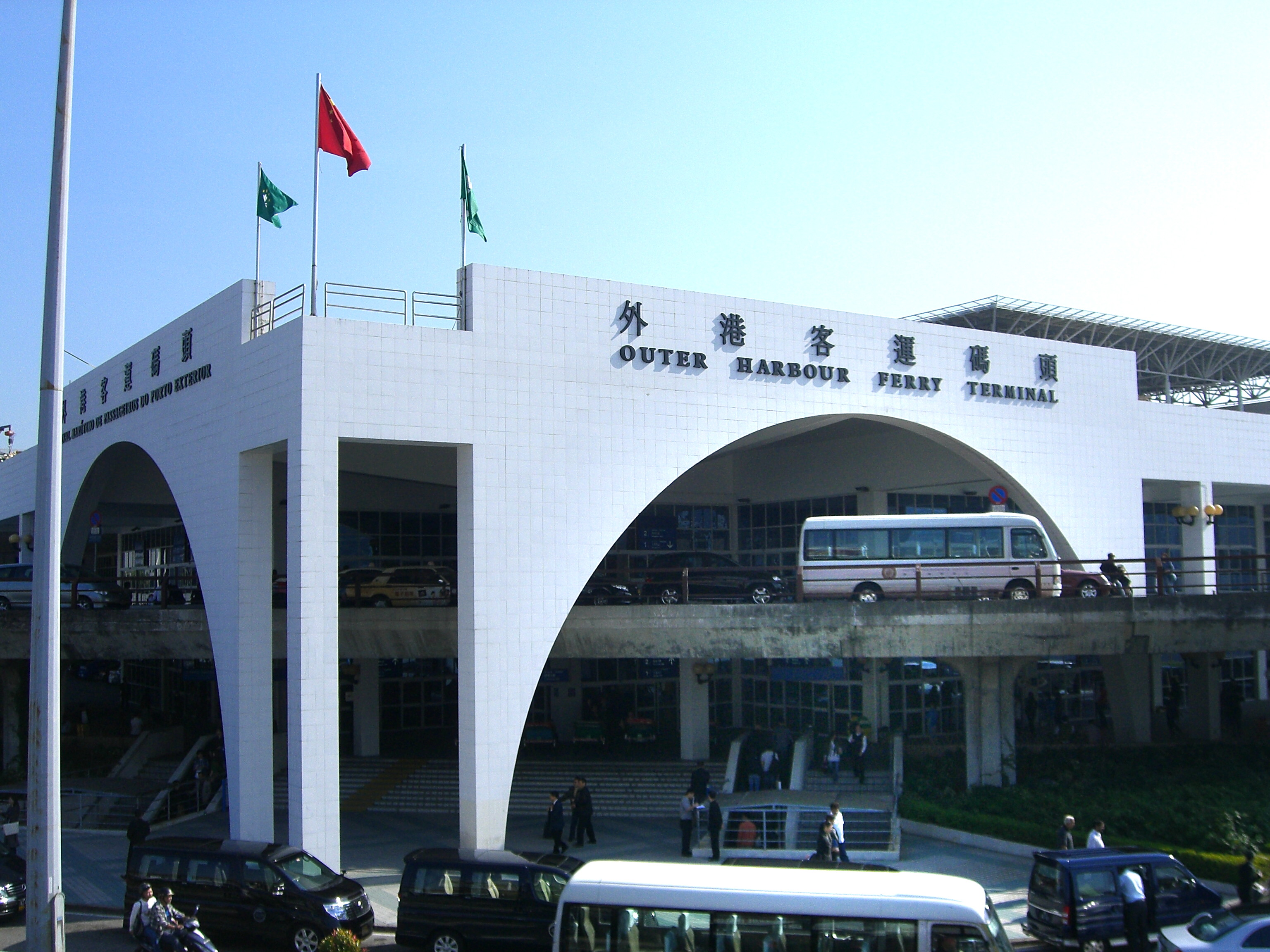
外港客運碼頭（2009年）

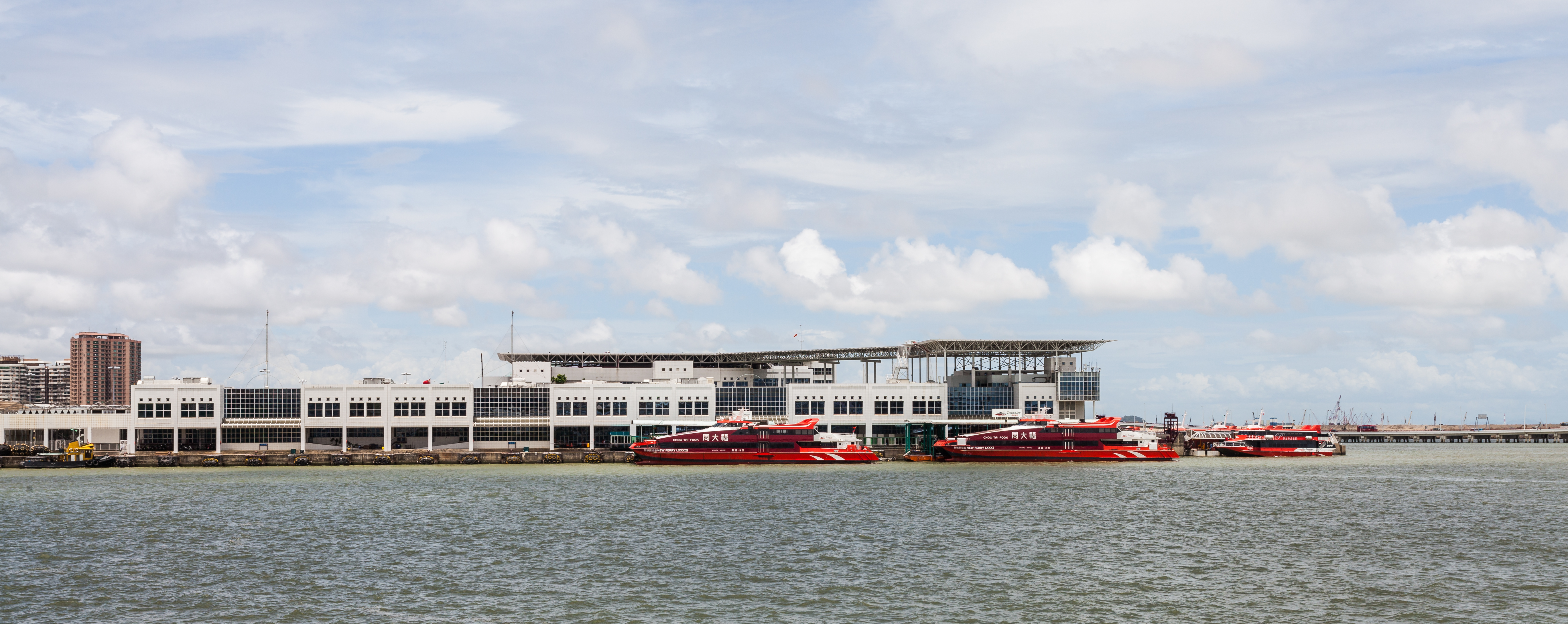
外港客運碼頭外觀

外港客運碼頭（葡萄牙語：Terminal Marítimo de Passageiros do Porto Exterior），簡稱外港碼頭，俗稱澳門港澳碼頭，位於澳門半島海港前地，是澳門重要的水路出入境口岸。

## 歷史
碼頭原設於現時友誼巷和海港街位置，即現時治安警察局出入境事務廳大樓；鑒於設施不敷應用，1988年澳葡政府決定在水塘以南填海地興建一個新客運碼頭，1989年開始動工，1993年10月31日由葡萄牙總統馬里奧·蘇亞雷斯揭幕啟用。
外港客運碼頭的主體建築面積為65,000平方公尺，設14間候船室、貴賓廳、海關和出入境設施等。碼頭可停航線分別由噴射飛航及招商迅隆船務提供，由澳門前往香港尖沙咀中港碼頭及上環港澳碼頭航程約為1小時，而前往屯門碼頭航程約為40分鐘。
碼頭天台並設有直昇機停機坪，由空中快線直升機有限公司提供往來港澳的直昇機服務，航程大約為15分鐘。
2013年中，為改善已經使用20年的外港碼頭的環境和設施，海事及水務局開展了外港碼頭的擴建用來改善環境，也更新及重新佈局碼頭設施。2014年底，海事及水務局完成更新及重新佈局碼頭設施。
2019年7月21日，由於香港示威警民衝突，海事及水務局宣佈香港港澳碼頭不適合使用，故外港客運碼頭在23:30開出尾班船後停止服務，是港澳海上客運航線開航以來，首次因為非天氣因素而出現停航。
2020年2月4日，因應2019新型冠狀病毒疫情，香港特區政府關閉多個出入境口岸，來往港澳的航線全部暫停。
2020年2月20日，來往深圳的兩條航線停航，外港客運碼頭所有航線已停運。
2020年9月10日起，往返外港客運碼頭和深圳蛇口航線恢復。
2021年7月16日，新增珠海九洲港往返澳門外港客運碼頭的航線，每日對開2班。
2021年8月5日起，因澳門出現四宗已流入社區變種病毒個案關係，為加強防疫工作，澳門外港往返廣東省所有海上客運航線暫停。
2021年9月3日恢復澳門外港往返深圳蛇口航線，每日對開二至四班。
2021年9月25日至10月21日，受澳門本地疫情影響，澳門往返深圳蛇口海上客運航線停航。

2022年1月9日至1月25日，受深圳本土疫情影響，往返澳門至深圳蛇口海上客運航線停航。
2022年2月25日至4月6日，受深圳市本土疫情影響，往返澳門外港至深圳蛇口海上客運航線於當天下午1時及2時起停航。直至同年4月7日恢復。
2023年1月19日起，恢復澳門外港往返香港上環航線，每日對開10班。同年6月1日，已回復至肺炎前班次。

## 航線資料

### 跨境渡輪
碼頭現時提供由澳門至香港（港島上環、香港國際機場）、深圳（蛇口、深圳机场）及珠海九洲港等多條航線。
噴射飛航
- 外港客運碼頭 ↔ 香港上環（港澳客輪碼頭）
- 外港客運碼頭 ↔ 香港國際機場（海天客運碼頭）
- 外港客運碼頭 ↔ 深圳蛇口（蛇口郵輪中心） （由噴射飛航發售船票、招商迅隆船務與鵬星船務營運）
- 外港客運碼頭 ↔ 深圳寶安國際機場福永碼頭（由噴射飛航發售船票、招商迅隆船務與鵬星船務營運）
- 外港客運碼頭 ↔ 珠海九洲港（九洲客運港）（由噴射飛航發售船票、珠海高速客輪營運）

#### 過往航線
噴射飛航
- 外港客運碼頭 ↔ 屯門屯門客運碼頭
- 外港客運碼頭 ↔ 九龍尖沙咀中國客運碼頭（航班已轉移至氹仔客運碼頭停泊）

金光飛航
- 外港客運碼頭 ↔ 九龍尖沙咀中國客運碼頭（全數航班已轉移至氹仔客運碼頭停泊）
- 外港客運碼頭 ↔ 香港上環（港澳客輪碼頭）（全數航班已轉移至氹仔客運碼頭停泊）
- 外港客運碼頭 ↔ 香港國際機場（海天客運碼頭）（全數航班已轉移至氹仔客運碼頭停泊）

### 本地渡輪
澳門海上遊

## 直昇機坪
碼頭天台亦設置直昇機停機坪，提供來往香港及深圳的直昇機航班。外港客運碼頭往來香港上環空中快線直昇機場（港澳客輪碼頭）約16至19分鐘。外港客運碼頭往來深圳寶安國際機場日航約15分鐘，夜航25分鐘。
空中快線
- 外港客運碼頭 ↔ 香港上環港澳客輪碼頭 (HHP)
- 外港客運碼頭 ↔ 深圳寶安國際機場(SZX)

根據空中快線官網說明，搭乘直昇機的標準收費如下：
| 日子                  | 航線        | 收費       | 收費          | 收費          |
| 日子                  | 航線        | 港幣 (HK$) | 澳門幣 (MOP$) | 人民幣 (RMB¥) |
| --------------------- | ----------- | ---------- | ------------- | ------------- |
| 平日 (包括星期六、日) | 澳門 → 香港 | 4300       | 4450          | 3900          |
| 平日 (包括星期六、日) | 澳門 → 深圳 | 5900       | 6080          | 4700          |
| 指定假日              | 澳門 → 香港 | 4800       | 4950          | 4300          |
| 指定假日              | 澳門 → 深圳 | 6400       | 6590          | 5100          |

(費用已包括澳門特區政府收取的離境稅19元及澳門民航局的服務費30元)

## 設施

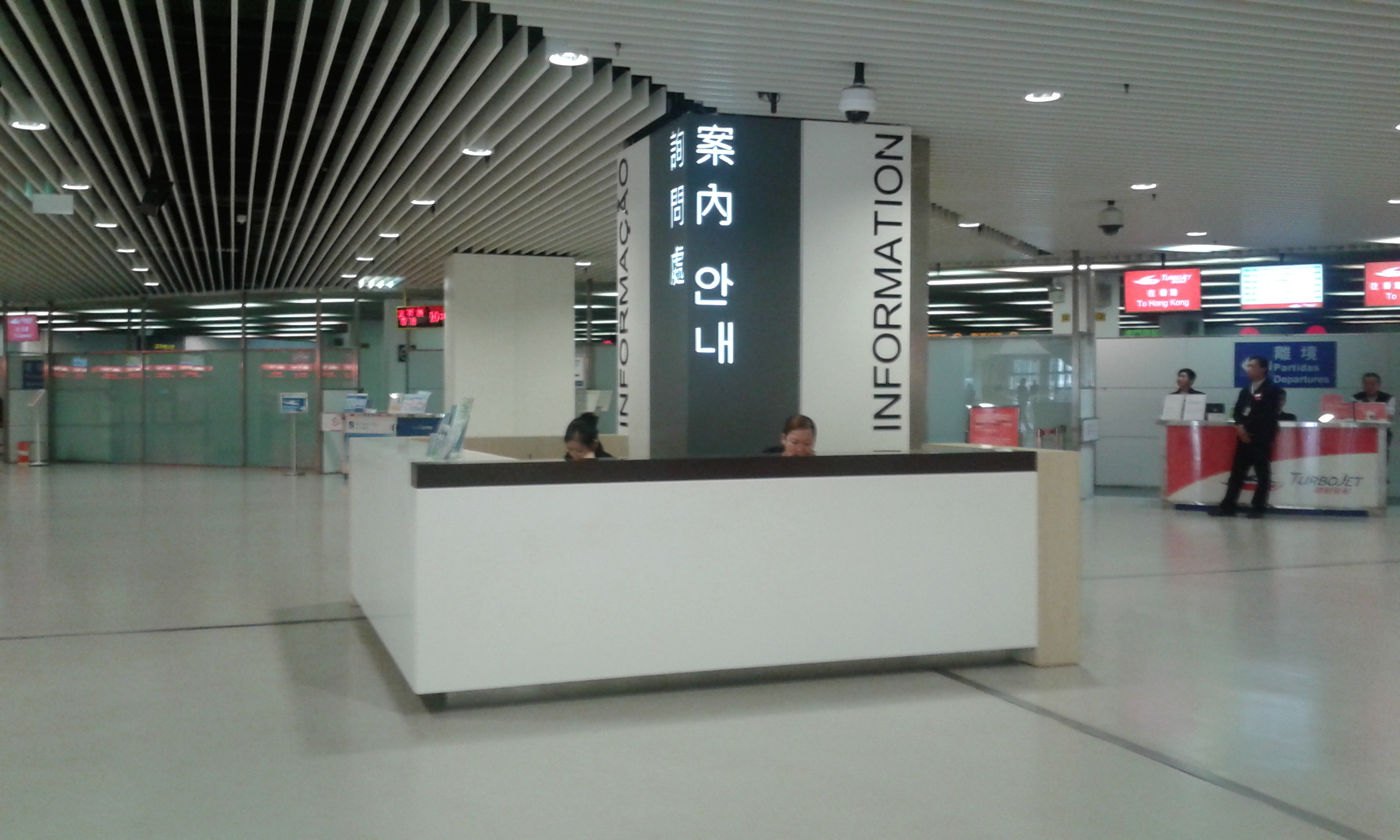
翻新後新增的一樓詢問處

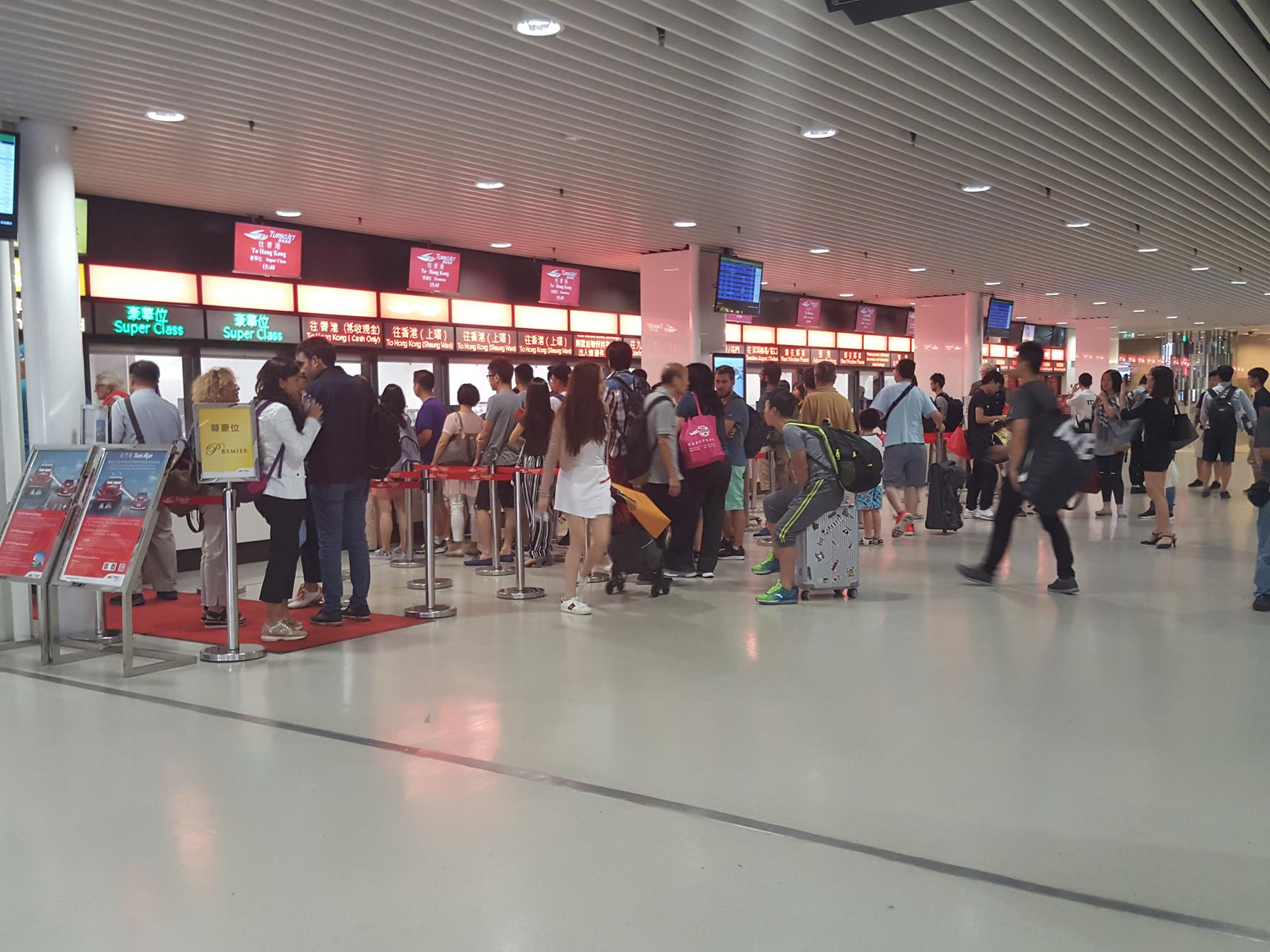
翻新後售票櫃檯

### 外港客運碼頭客運大樓樓層分佈
| 天台 |          | 直昇機停機坪 |
| 3F   | 購物區   | 麥當勞外港碼頭店、新八佰伴Outlet、手信店、食肆                                                                       |
| 2F   | 離境大堂 | 船務中心、票務櫃檯、免稅店（禁區內：離澳大堂、候船室）                                                               |
| 1F   | 入境大堂 | 酒店接待處、娛樂場接待處、貴賓會接待處、郵政局、旅遊諮詢處（禁區內：登船渡頭、船隻加油機房、碼頭變壓器房、入澳大堂） |

碼頭第3層最初有1家中式酒樓及1家西餐廳、2家手信店，後來再改建為1家大型中式酒家，2007年1月又再有計劃改建為角子機娛樂場，不過計劃最終未有落實。2010年3月22日，佔地11000平方呎的新八佰伴Outlet正式開幕。除新八佰伴外，現時第3層還設有麥當勞等4間食肆及兩間手信店。

### 旅遊巴上下客區
旅遊巴上下客區位於外港客運碼頭西北面，初期只有部份酒店提供免費接駁車在此上下客，但自從2004年澳門賭權開放後首間娛樂場澳門金沙開幕並設置發財車後，其他新舊酒店及娛樂場所都陸續在此設置免費接駁車站，使得原有之上下客區設施不敷應用，因此進行了一次重整工程。雖然重整後上下客區環境有所改善，但鑒於娛樂場所不停開幕，免費接駁路線亦不停增加，因此在外港客運碼頭北面的旅遊巴停泊區外的的士停泊區近年也被改作旅遊巴停泊區。至今在外港客運碼頭開出的免費接駁路線超過30條。

### 的士站
的士站位於外港客運碼頭西北面巴士站旁，設有兩條車道供計程車上客(靠內)及下客(靠外)之用。

### 人力三輪車站
三輪車站設於外港客運碼頭地面出口外。

### 停車場

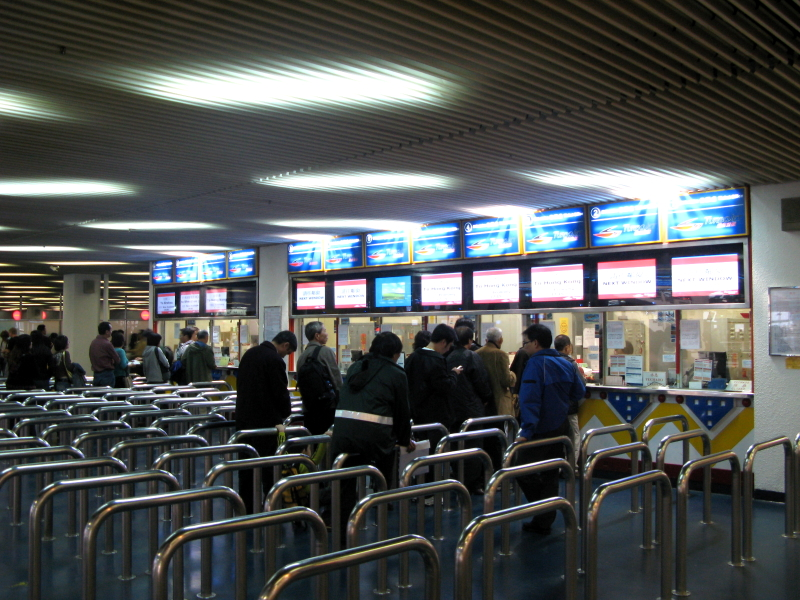
翻新前的客運大樓票務櫃檯
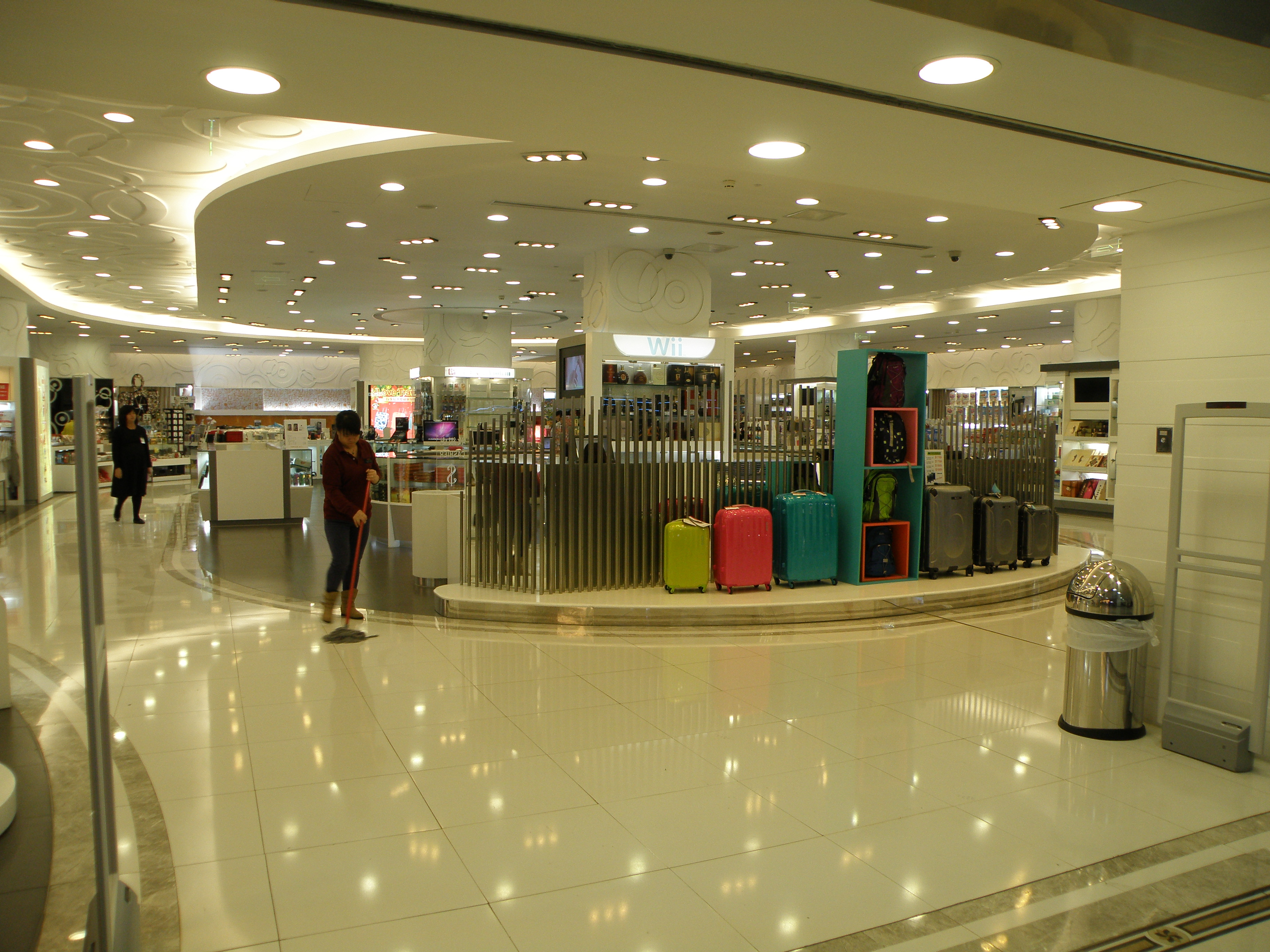
三樓新八佰伴分店
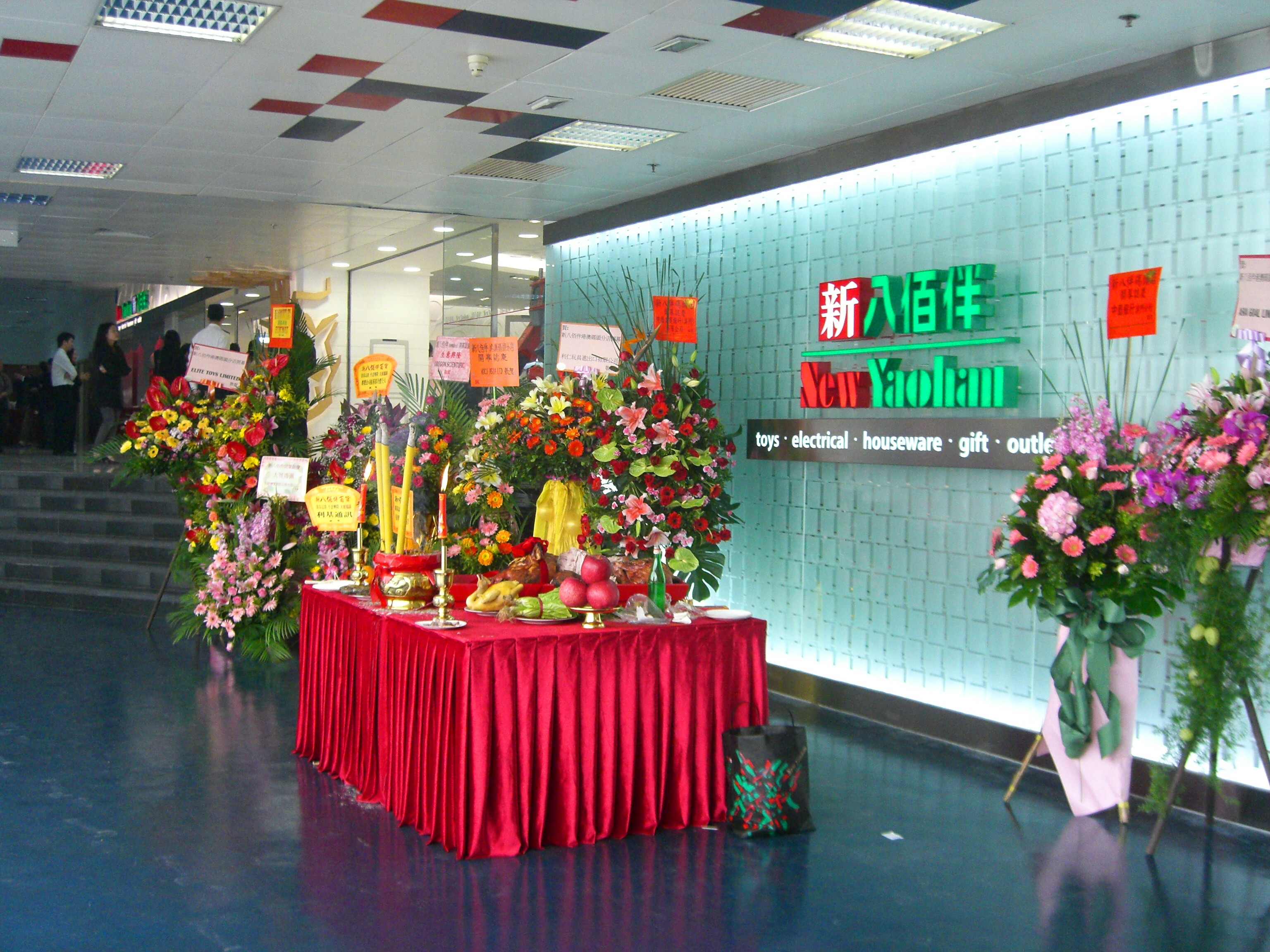
三樓新八佰伴分店外貌

## 對外交通

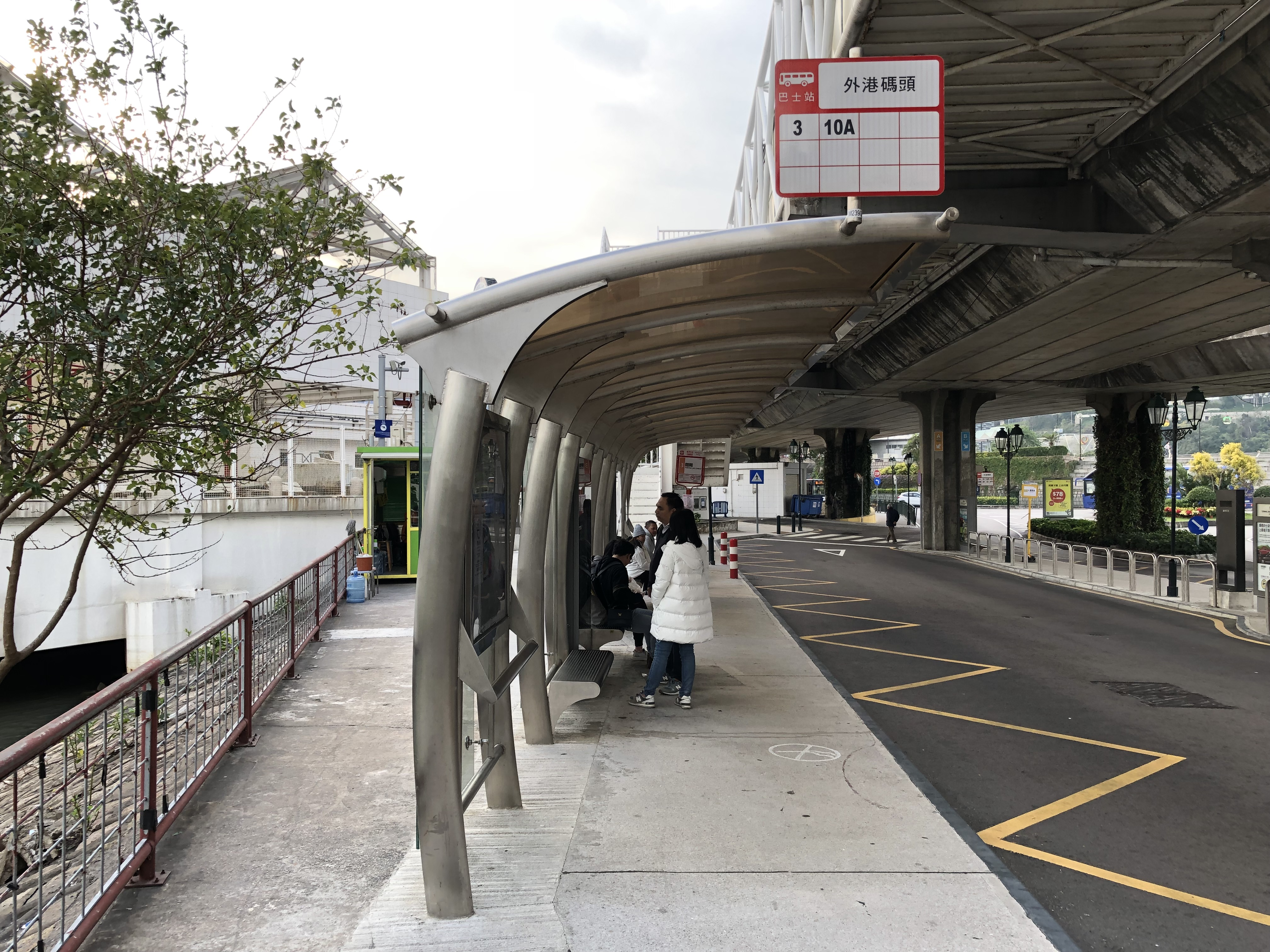
外港碼頭巴士站

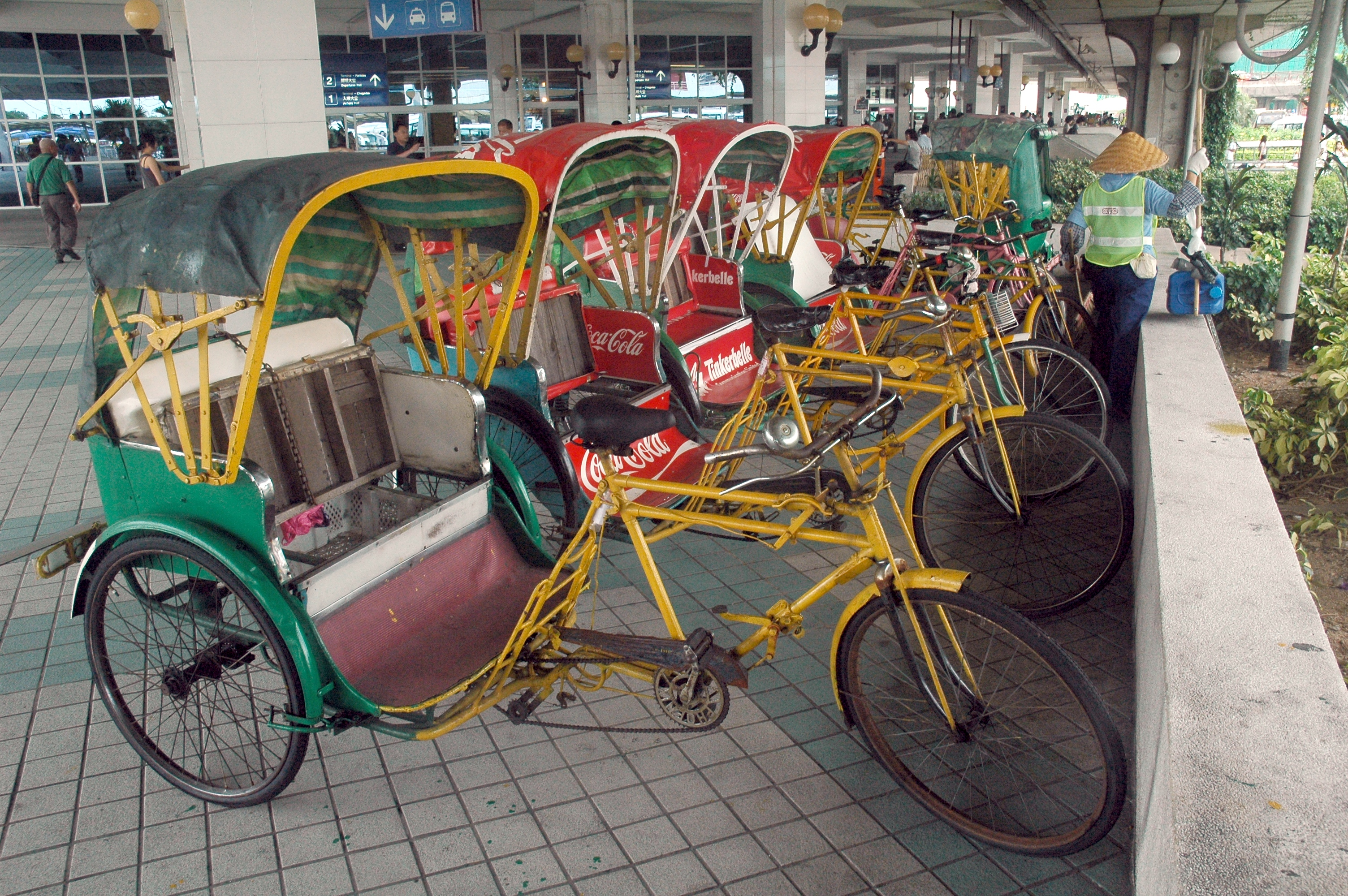
三輪車站

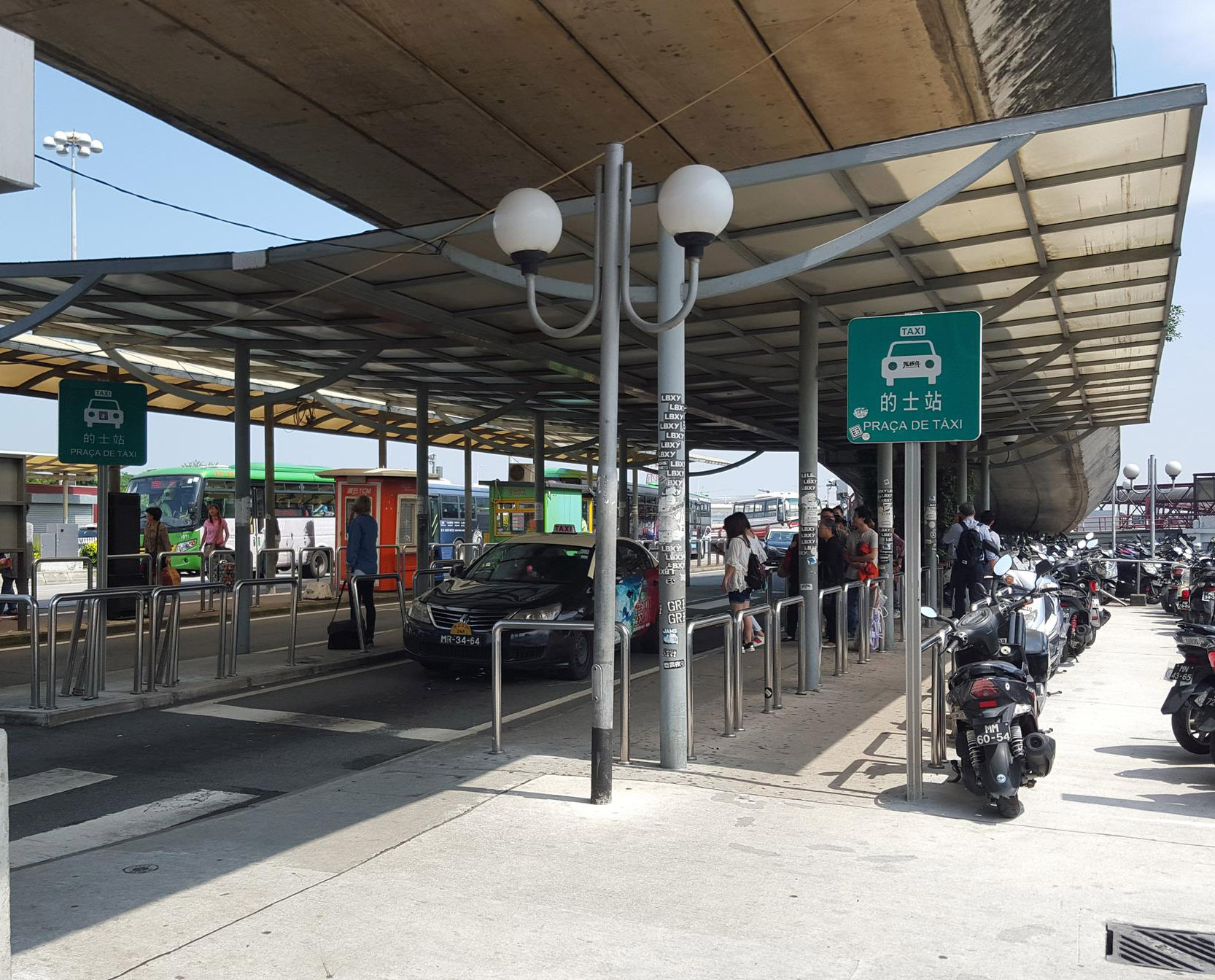
的士站

### 酒店及娛樂場免費接駁車（發財車）
以下列表列出主要酒店及娛樂場之免費接駁路線：
由2020年2月7日起，受新型冠狀病毒疫情影響，所有發財車服務包括港珠澳大橋綜合渡假村接駁線暫停運作，直至另行通知。
註：免費接駁路線或會因應交通狀況和車輛數目而隨時作出變動
| 目的地區域               | 目的地             | 服務時間    | 班距      | 備註                                       |
| ------------------------ | ------------------ | ----------- | --------- | ------------------------------------------ |
| 澳門半島                 | 葡京娛樂場         | 09:00-23:00 | 5-30分鐘  |                                            |
| 澳門半島                 | 新葡京娛樂場       | 09:00-23:59 | 5-30分鐘  |                                            |
| 澳門半島                 | 永利渡假村         | 09:00-23:45 | 10-15分鐘 |                                            |
| 澳門半島                 | 美高梅             | 09:00-23:50 | 7分鐘     |                                            |
| 澳門半島                 | 星際酒店           | 09:00-00:00 | 7-10分鐘  |                                            |
| 澳門半島                 | 十六浦             | 09:00-23:00 | 15-18分鐘 |                                            |
| 澳門半島                 | 凱旋門             | 10:00-22:00 | 不詳      |                                            |
| 澳門半島                 | 金麗華酒店         | 11:15-18:45 | 30分鐘    |                                            |
| 澳門半島                 | 置地廣場酒店       | 11:00-19:00 | 120分鐘   |                                            |
| 澳門半島                 | 皇都酒店           | 08:55-21:55 | 30分鐘    |                                            |
| 澳門半島                 | 金沙娛樂場         | 09:30-20:30 | 5-10分鐘  |                                            |
| 氹仔                     | 澳門百老匯         | 09:00-23:45 | 5-10分鐘  |                                            |
| 氹仔                     | 麗景灣酒店         | 09:00-20:00 | 60分鐘    |                                            |
| 氹仔                     | 君怡酒店           | 08:15-23:15 | 30分鐘    |                                            |
| 氹仔                     | 駿景酒店           | 10:30-21:30 | 60分鐘    | 途經金龍酒店。                             |
| 路氹城                   | 威尼斯人           | 09:00-00:00 | 5-15分鐘  | 加開08:30班次。                            |
| 路氹城                   | 澳門銀河           | 09:00-23:45 | 5-10分鐘  | 途經澳門百老匯。                           |
| 路氹城                   | 新濠天地           | 09:00-01:15 | 8-15分鐘  | 凌晨12時後為30分鐘。                       |
| 路氹城                   | 澳門倫敦人         | 09:00-00:00 | 5-15分鐘  |                                            |
| 路氹城                   | 澳門葡京人         | 11:00-20:00 | 15-30分鐘 |                                            |
| 港珠澳大橋珠澳口岸人工島 | 港珠澳大橋澳門口岸 | 10:00-23:00 | 15-20分鐘 | 該路線定名為「港珠澳大橋綜合渡假村接駁線」 |

## 外部連結
- 噴射飛航（页面存档备份，存于）
- 金光飛航（页面存档备份，存于）
- 空中快線（页面存档备份，存于）
- 澳門新福利公共汽車有限公司（页面存档备份，存于）
- 澳門公共汽車有限公司（页面存档备份，存于）

22°11′49.47″N 113°33′32.08″E / 22.1970750°N 113.5589111°E